# مادجی
مادجی (به انگلیسی: Mudgee) یک شهرک در استرالیا است که در Mid-Western Regional Council واقع شده‌است.